# Lettres de Milady Juliette Catesby
Pour les articles homonymes, voir Catesby.
Lettres de Milady Juliette Catesby, sous-titré À Milady Henriette Campley, Son Amie, est un roman épistolaire de Marie-Jeanne Riccoboni et publié en 1759.

## Postérité
Dans son roman Olivier ou le Secret, publié en 1823, Claire de Duras témoigne d'un certain attachement pour les écrits de Riccoboni à son époque. Dans une scène où son œuvre est vantée par la société parisienne, chacun énonce son récit favori. Si certains tendent vers les Lettres de Milady Juliette Casteby, la protagoniste, qui se nomme la comtesse de Nangis, se prononce en faveur d'Ernestine.

## Éditions modernes
Marie-Jeanne Riccoboni, Lettres de Milady Juliette Catesby, Paris, Desjonquères, 1997 (ISBN 978-2-904227-99-8)